# Великий Камінь (Смолевицький район)
Великий Камінь (біл. вёска Вялікі Камень) — село в складі Смолевицького району Мінської області, Білорусь. Село підпорядковане Драчківській сільській раді, розташоване в центральній частині області.